# Хор (смт)
Хор (рос. Хор) — селище міського типу у складі району імені Лазо Хабаровського краю, Росія. Адміністративний центр Хорського міського поселення.

## Населення
Населення — 10346 осіб (2010; 11850 у 2002).